# Hydrocortisone
L'hydrocortisone est le nom de l'hormone cortisol lorsqu'elle est fournie comme médicament. Les utilisations comprennent des affections telles que l'insuffisance surrénocorticale, le syndrome surrénogénital, l'hypocalcémie, la thyroïdite, la polyarthrite rhumatoïde, la dermatite, l'asthme et la BPCO.

## Divers
L'hydrocortisone fait partie de la liste des médicaments essentiels de l'Organisation mondiale de la santé (liste mise à jour en avril 2013).